# Schwarzfleck-Prachtlippfisch
Der Schwarzfleck-Prachtlippfisch (Oxycheilinus orientalis) lebt im tropischen Indopazifik nördlich bis zu den japanischen Ryūkyū-Inseln und östlich bis zu den Marshallinseln und Samoa. Im Roten Meer und im Golf von Aden wird er durch den nah verwandten Schlanken Prachtlippfisch (Oxycheilinus mentalis) abgelöst.

## Merkmale
Der Schwarzfleck-Prachtlippfisch ist schlank und erreicht eine Länge von 15 bis 20 cm. Die Standardlänge liegt beim Drei- bis Vierfachen der Körperhöhe. Der Kopf ist zugespitzt, das Kopfprofil ist gerade. Der Unterkiefer steht vor. Das Maul reicht nach hinten bis unterhalb des vorderen Augenrandes. In jedem Kiefer befinden sich an der Spitze 2 kräftige Eckzähne. Die Enden von Rücken- und Afterflosse sind abgerundet. Die Rückenflosse ist durchgehend und hat auf ihrer gesamten Länge in etwa die gleiche Höhe. Die Bauchflossen sind kurz und reichen nicht bis zum Anus. Die Schwanzflosse ist leicht abgerundet. Bei älteren Exemplaren können die oberen Flossenstrahlen eine kleine Spitze bilden. Die Seitenlinie ist unterbrochen.
Die Art ist in ihrer Färbung ziemlich variabel. Jungfische sind pinkfarben bis orange; ein breites, gelboranges Band verläuft entlang der Körperseiten von der Schnauze bis zur Schwanzflossenbasis. Ein verschwommener oranger Fleck liegt unterhalb des hartstrahligen Abschnitts der Rückenflosse und ein weiterer an der Schwanzflossenbasis. Ein schwarzer Fleck befindet sich auf der Mitte der Schwanzflosse. Kleine geschlechtsreife Exemplare sind hellrot und am Rücken pinkfarben gefleckt, am Bauch mit weißen Punkten. Entlang der Körperseiten von der Schnauze bis zur Mitte der Schwanzflossenbasis verläuft ein gelblich-oranger Streifen, der oben und unten von weißen Streifen begleitet wird. Die Schuppen der Körperseiten haben rote Ränder. Unterhalb der Mitte des weichstrahligen Abschnitts der Rückenflosse und auf der Schwanzflossenbasis liegen rote Flecken.
Ältere Fische zeigen auf den Körperseiten normalerweise 5 undeutliche, senkrechte, schmale, helle Balken und 2 undeutliche helle Längsstreifen. Die Schuppen der Körperseiten zeigen an den Ränder unregelmäßige rote Linien oder rote Punkte. Der Unterkiefer ist mit unregelmäßigen, senkrechten hell-blaugrünen Linien gemustert; die breiteste liegt am Kinn. Unterhalb der Augen ist der Kopf mit hell-blaugrünen Punkten versehen. Die Iris ist orange-gelb mit einem mittigen blauen Ring. Der Hinterrand der Augen ist schwarz. Rücken- und Afterflosse sind orangerot mit schrägen roten, weißen und/oder blauen Linien oder Reihen kleiner Punkte. Die Schwanzflosse ist rot mit kleinen weißen Punkten und einem unregelmäßigen weißen Balken an der Basis. Die Brustflossen sind weißlich transparent mit roten Flecken und an ihrer Basis pinkfarben bis orange. Die Bauchflossen sind ebenfalls transparent mit gelblichen, dunkel umrandeten Flossenstrahlen.
Morphometrie:
- Flossenformel: Dorsale IX/10; Anale III/8; Pectorale ii/10.
- Schuppenformel: SL 13–14/7–8.
- Wirbel: 23.

## Lebensweise
Der Schwarzfleck-Prachtlippfisch lebt relativ versteckt in Korallenriffen in Tiefen von 15 bis 80 Metern zwischen Korallen, Korallenschutt und Algen. Er ernährt sich vor allem von kleinen Fischen, Garnelen und anderen kleinen Krebstieren. Tauchern gegenüber ist er sehr scheu und flüchtet bei Annäherung in ein Versteck. Weibchen bilden oft kleine Gruppen. Oft werden die Fische in unmittelbarer Nähe der Anemonen-Pilzkoralle (Heliofungia actiniformis) gesehen und Jungfische verstecken sich in geringen Tiefen gerne zwischen Weichkorallen oder Haarsternen.